# Rehoboth Basters
Os Rehoboth Basters são os descendentes dos colonos europeus e os povos indígenas cóis da África Austral. Falam o africânder e inglês e têm população estimada em 35 000 Como consequência das estruturas sociais e políticos da época não eram aceitos em comunidades brancas, nem pelos cóis, provavelmente devido ao fato de terem adotado a cultura e a língua dos seus antepassados brancos. Missionários reuniram os vários clãs e em torno da missão e deram-lhes alguma educação e formação no cristianismo. Vivem numa área no centro da Namíbia de cerca de 14 000. De 1870 a 1990, esta área foi chamado Rehoboth e tinha um estatuto autônomo. Atualmente, é dividida nas regiões administrativas namibianas de Hardap e Khomas.